# Bay City (Oregon)
Pour les articles homonymes, voir Bay City.
Bay City est une municipalité américaine située dans le comté de Tillamook en Oregon. Lors du recensement de 2010, sa population est de 1 286 habitants.
Située sur la baie de Tillamook (en), la municipalité s'étend sur 1,62 mille carré (4,2 km2) dont 0,36 mille carré (0,93 km2) d'étendues d'eau.
Bay City devient une municipalité le 13 septembre 1910. 
Elle doit son nom au port de Bay City dans le Michigan
.